# نهار وليل (فلم)
نهار وليل (بالإنجليزية: Nahar we leil) هو فيلم تم إنتاجه في مصر وصدر في سنة 2006.
إنه يوم عادي يعيشه رؤوف، الذي يقضي يومه بين سباق الزمن ومحاولات المكسب والعاب الهيمنة بينه وبين الآخرين بالأخص خطيبته نادية، ويأتي التأمل والذاكرة والحنين إلى الماضي أيضًا منثوران بين ثنايا اليوم.

## بطولة
- هند صبري
- باسم سمرة

## روابط خارجية
- مقالات تستعمل روابط فنية بلا صلة مع ويكي بيانات